# Stari Log (gmina Slovenska Bistrica)
Stari Log – wieś w Słowenii, w gminie Slovenska Bistrica. W 2018 roku liczyła 242 mieszkańców.